# Askdvärgbock
Askdvärgbock (Tetrops starkii) är en skalbaggsart som beskrevs av Louis Alexandre Auguste Chevrolat 1859. Askdvärgbock ingår i släktet Tetrops och familjen långhorningar.
Artens utbredningsområde är:
- Frankrike.
- Ukraina.

Enligt den svenska rödlistan är arten nära hotad i Sverige. Arten förekommer i Götaland, Öland och Svealand. Artens livsmiljö är skogslandskap, jordbrukslandskap. Inga underarter finns listade.